# Костел Пресвятої Трійці і монастир тринітаріїв (Львів)
Косте́л Пресвято́ї Трі́йці і монасти́р триніта́ріїв — втрачений комплекс сакральних споруд у середмісті Львова, між нинішніми вулицями Краківською і Театральною. Зруйнований під час обстрілу Львова 1848 року і пізніше перебудований на греко-католицьку церкву та Народний дім.

## Історія
Перші тринітарії прибули до Польщі з Іспанії з ініціативи кардинала Яна Казимира Денгофа. Це були три ченці реформованої гілки ордену (звані також «босими»): професор філософії і теології о. Іван (Ян) від св. Антонія з Кордови, о. Франциск від Непорочного Зачаття також із Кордови і новачок о. Іван (Ян) від св. Франциска. Денгоф надав монахам розлогу письмову інструкцію щодо поведінки на території невідомої їм країни (Monita Admodum Reverendis Patribus Discalceatis Ordinis Sanctissimae Trinitatis Redemptionis Captivorum in Poloniam proficiscentibus, data A. D. 1685). Серед іншого він настійливо радив закладати монастирі виключно при великих містах, уникати контактів зі шляхтою (при цьому заохочував приймати шляхтичів до ордену), періодично поповнювати польську провінцію ордену новими кадрами з Іспанії. Монахи вирушили до Риму, а звідти до Варшави. Спочатку розглядали плани заснування монастиря у Варшаві, але незабаром прийняли рішення на користь Львова, як міста, що знаходиться значно ближче до кордону і через це краще надається для основної задачі тринітаріїв — викупу бранців з турецької неволі.

### Перші роки у Львові
13 липня 1685 року ченці прибули до Львова і початково оселились у театинців, що мали на Краківському передмісті монастир із костелом Святого Хреста. Звернулись із клопотанням до магістрату про передачу занедбаного костелу Марії Сніжної. У цьому їх підтримав kmdsdcmrbq архієпископ Константій Ліпський, папський нунцій у Варшаві і король Ян III Собеський. Усі намагання однак зіткнулися з рішучим опором магістрату й місцевої капітули. Також магістрат ветував попередню угоду про купівлю у приватного власника ділянки на передмісті навпроти єзуїтської фіртки, мотивуючи небезпекою, яку може становити мурована будівля поблизу міських мурів у разі ворожих нападів. Не мали успіху і перемовини про купівлю землі у львівському середмісті, в єврейському кварталі. Спадкові орендарі цих ділянок зуміли заручитись підтримкою короля, що призупинило справу. Через рік після прибуття ченці врешті придбали в місті, поблизу міських мурів кам'яницю звану «Малеховською» в Олександра Диновича, бургграфа вілянівського палацу, та кількох менш відомих співвласників. При цьому також не обійшлось без спротиву магістрату, оскільки землю у власності церкви традиційно не обкладали податком на користь міської скарбниці. Навіть після купівлі магістрат усе ж намагався змусити монахів платити «чинш» (орендну плату). Врешті заборони і претензії магістрату подолали двома едиктами короля. Одну з кімнат будинку пристосовано під каплицю. Паралельно з перипетіями із землею на середмісті, 1693 року тринітаріям подаровано ще одну ділянку вже на Галицькому передмісті. Фундатор, Миколай Стшалковський пожертвував 10000 злотих на будівництво і ренту для утримання 17 ченців. Завдяки цій фундації вже наступного 1694 року завершено будівництво дерев'яного монастиря, а протягом 1694—1696 років збудовано дерев'яний храм. Тим часом справа набуття нерухомості у середмісті тривала. У 1696—1697 роках тринітарії придбали ще три прилеглі ділянки у середмісті. 1689 року до згромадження вступив 16-літній Антоній Вельгорський, представник впливового волинського роду. 1701 року Вельгорський став настоятелем.

### Мурований храм і монастир
7 липня 1703, після розбирання двох кам'яниць, викуплених тринітаріями в середмісті, розпочали будівництво нового храму. 8 жовтня того ж року освячено наріжний камінь. 1704 року під час пограбування Львова шведськими військами монастир понищено і одночасно змушено до виплати контрибуції, однак будівництво продовжено того ж року. 1706 року в криптах ще недобудованого костелу поховали Анну Вельгорську. Пізніше храм став свого роду родинною усипальницею роду Вельгорських, представники якого склали численні пожертви на будівництво. Поступово було зведено костел, захристії, триповерховий монастир із приміщенням бібліотеки. У 1725—1728 роках збудовано вежі, перекрито бічні каплиці, зроблено дах. 12 червня 1729 року у свято Пресвятої Трійці костел урочисто відкрили. Роботи з оздоблення тривали. 16 жовтня 1731 храм посвятив львівський архієпископ Ян Скарбек.
Монастирський комплекс вцілів у пожежі Львова 1734 року, коли згоріли шпиталь Святого Духа, монастирі єзуїтів і францисканців неподалік, але вже іншою пожежею 3 травня 1748 року знищено дах, більшість вівтарів та вікна костелу зі сторони Краківської брами. Ченці тимчасово розмістились у розташованому неподалік монастирі францисканців і передміському тринітарському. Комплекс будівель поступово відремонтовано. Відновлено дах, створено новий кам'яний головний вівтар, фронтони трансепта отримали високі брандмауери, збудовано дзвіницю.
У 1756—1757 роках Станіслав Строїнський виконав фрескові розписи, а маляр Матвій Міллер позолотив капітелі пілястр в інтер'єрі. У той же час Йоган-Георг Пінзель та Йоганн Гертнер виконали бічні вівтарі святого Яна де Мата і святого Фелікса Валуа (Пінзель у 1757 році отримав за це 990 злотих, додатково зробив для цих вітарів невеликі статуї святих Яна Непомука та Якима). Позолоту зробили малярі Матвій Міллер і Франциск Вільд. Є згадки, що «за особи до фурти» у травні 1757 та за фігури для амвона в другій половині 1758 було виплачено гонорар Себастьянові Фесінгеру. Невстановлені роботи для монастиря виконував також скульптор Матвій Ринський. Хронологія будівництва та реконструкцій нині відома завдяки монастирським хронікам ченців Мар'яна Сікорського та Анджея Кромберга.

### «Редемпції»
Головним завданням ордену був викуп людей з неволі. Близькість кордонів Османської імперії стала вирішальним фактором, що спричинився до швидкого розвитку ордену на території Речі Посполитої. Першу подорож за невільниками львівські ченці здійснили 1688 року до Кам'янця-Подільського. Тоді за 3919 злотих вдалось викупити 8 осіб. Кожна «редемпція» була справою небезпечною через ризик нападу на ченців під час подорожі і їх пограбування. Так чергова десята редемпція закінчилась загибеллю перекладача і одного ченця, а усіх 51 викуплених полонених знову забрано до неволі. За увесь період діяльності до 1782 року здійснено 18 «редемпцій» — місій з викупу невільників. Викуплено 517 чоловік коштом 573 427 злотих.

### Монастир після касації

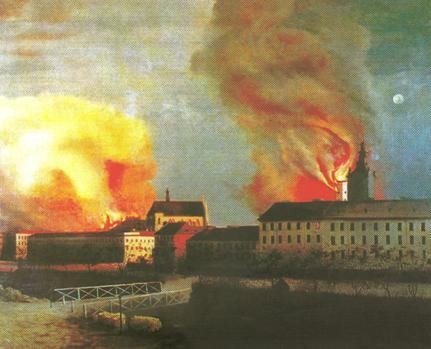
Пожежа Львова під час обстрілу 1848 року.

1783 року цісар Йосип II особисто оглянув монастир і 17 березня того ж року розпорядився його скасувати. Рішенням від 30 червня приміщення передано Львівському університету. В храмі влаштовано бібліотеку. Відразу після скасування було проведено першу хвилю переобладнання приміщень. Повторно реконструйовано у 1825—1828 роках. 2 листопада 1848 під час повстання австрійська артилерія обстрілювала барикади вулиці Краківської, внаслідок чого будинки університету згоріли. 1849 року руїни подаровано українцям Галичини. На місці монастиря протягом 1851—1862 років за проектом Вільгельма Шміда і Сильвестра Гавришкевича збудовано Народний дім. При будівництві застосовано частину старих фундаментів. Це вплинуло на вигляд нової будівлі — головний фасад зі сторони вулиці Театральної має певну кривизну, успадковану від давніх монастирських фундаментів. 1850 року архітектором міського будівельного департаменту Антоном Фрехом виготовлено проект перебудови руїн, який однак не реалізовано. Костел тимчасово перекрито гонтами і винайнято Скарбківським театром для зберігання декорацій. У 1878—1898 роках колишній костел перебудовано на греко-католицьку церкву Преображення Господнього за проектом Сильвестра Гавришкевича.

### Сучасні дослідження
18 жовтня 2019 року археологи повідомили, що в самому центрі Львова, на вул. Корнякта, попри те, що та розташована у зоні ЮНЕСКО, було розпочато земляні роботи без археологічного нагляду. Ситуація отримала суспільний резонансяк, і археологів врешті решт все ж таки допустили на цю ділянку. Під час археологічних робіт 25 жовтня було виявлено давнє склепіння та рештки мурованої затинькованої стіни. За словами вченого НДЦ «Рятівна археологічна служба» Миколи Шніцара, дослідникам вдалося виявити також елементи кахлю, частинки керамічного посуду та монети різного періоду. Попередньо встановлено, що знахідка може бути криптою костелу Пресвятої Трійці при монастирі тринітаріїв, який існував тут з 1703 року. Всередині приміщення були знайдені рештки кісток, зокрема, частина людської черепної коробки, що свідчить на користь цієї версії. Наразі їх передали антропологам.

## Поховання у криптах
Поховання у криптах здійснювались на ранніх стадіях будівництва, зокрема, 1706 року було поховано Анну Вельгорську, хоч відкритий храм був лише через 22 роки. Взагалі для Вельгорських храм став свого роду родинною усипальницею. Деякі поховання були перенесені до крипт з інших місць. Так, наприклад, о. Франциск від Непорочного Зачаття (пом. 1786 р.) спочатку був похований у криптах костелу св. Хреста оо. театинців. Згодом прах перенесено до крипт тринітарського костелу св. Миколая, збудованого 1896 року[джерело?], і лише згодом до костелу св. Трійці (будівництво почато 1703 р.).

1881 року перед перебудовою руїн костелу на греко-католицьку церкву поховання було перенесено на Стрийський цвинтар у спільну могилу. 1893 р. цвинтар закрито, з наступного року почато його руйнування: спочатку для потреб Галицької крайової виставки, пізніше тут засаджено верхню терасу Стрийського парку. Останню занедбану ділянку цвинтаря знищено 1951 року під час закладення Парку культури.
Список похованих (за Ю. Бялинею-Холодецьким)
- Франциск від Непорочного Зачаття (1654 — 1 травня 1786) — монах.
- Амброзій від Ісуса з Наварри (1655 — 14 вересня 1686) — монах.
- Ян від св. Франциска з Палестрини (? — 18 травня 1699) — монах.
- Миколай Стшалковський (1640 — 7 січня 1695) — жидачівський підчаший, фундатор другого монастиря тринітаріїв на Галицькому передмісті.
- Станіслав від св. Каєтана з Олькуша (1660 — 28 жовтня 1699) — монах; початково був похований у криптах костелу св. Миколая на передмісті.
- Анна Вельгорська з дому[7] Ожгів (? — 15 травня 1706) — донька львівського підкоморія Пйотра Ожґи, дружина каштеляна волинського Юрія Вельгорського, мати багаторазового настоятеля монастиря Антонія Вельгорського, фундаторка монастиря у середмісті, його брата Вацлава.
- Вацлав Вельгорський (? — 29 листопада 1707) — волинський каштелян, наймолодший брат Антонія Вельгорського, син Анни Вельгорської. Заповів значну суму на заснування монастиря тринітаріїв у родовому маєтку Вельгорських в Горохові. Фундація однак не реалізована через спротив місцевого єпископа.
- Тобіаш Франциск Роєвський (? — 31 грудня 1708) — вислицький каштелян, дроговизький староста, один зі значних фундаторів монастиря.
- Тереза Белжецька (бл. 1690 — 1708) — внучка Анни Вельгорської.
- Анна Роєвська (пом. 21 жовтня 1710) — дружина Тобіаша Роєвського, значна фундаторка.
- Софія Стшалковська з дому Міхаловських (? — 1724) — вдова жидачівського підчашого, фундатора другого монастиря, будівництво якого Стшалковська продовжувала фінансувати після смерті чоловіка.
- Антоній Вельгорський (пом. 28 квітня 1729) — настоятель монастиря, керівник польської провінції тринітаріїв.
- Фелікс Вельгорський (пом. 1733) — брацлавський староста.
- Людвіка Вельгорська із Замойських (пом. 1737 або 1767[8]) — дружина[9] Фелікса Вельгорського.
- Яніна Вельгорська з Потоцьких (? — 1741, або 1749[10]);

## Архітектура

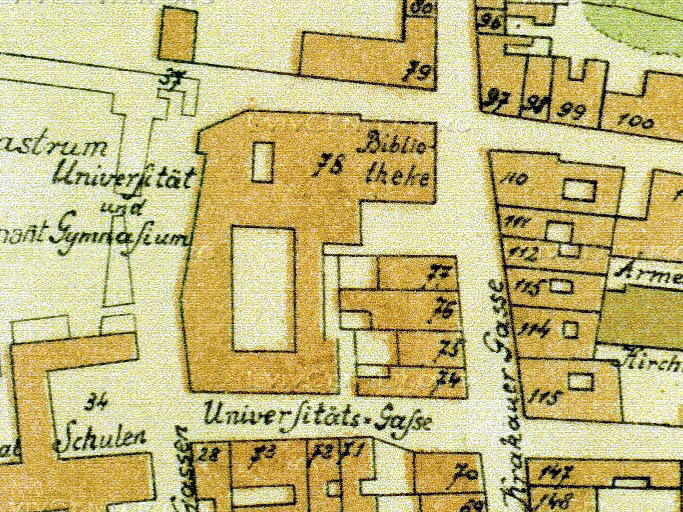
Монастир на мапі поч. XIX ст. Колишній храм (№ 78) позначений як «Bibliotheke». Оборонного міського муру з півночі вже немає, на його місці кам'яниці (№ 79, 97-100). Видно 4 кам'яниці, що відділяли монастир від вул. Краківської (№ 74-77). Із заходу лініями умовно зображенно уже розібраний 1802 року Низький замок.

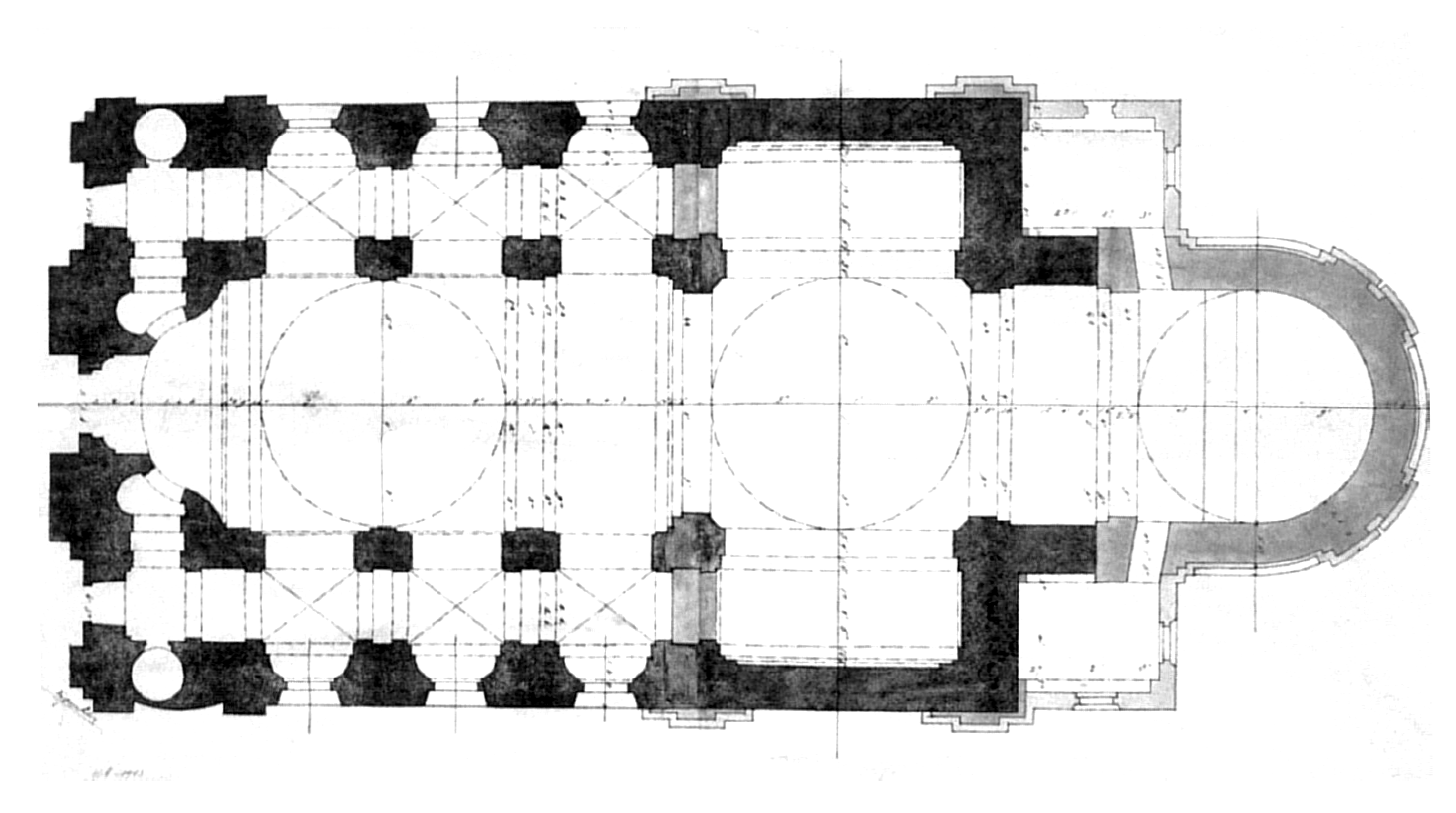
План перебудови руїн храму на греко-католицьку церкву. Архітектор Сильвестр Гавришкевич. Зміни показано сірим кольором.

Монастирський комплекс знаходився у середмісті Львова. Ділянка з півночі обмежувалась міським оборонним муром, з півдня — вулицею Пекарською (увійшла в склад нинішньої Вірменської). Храм виходив фасадом до східної межі ділянки — вулиці Краківської, щоправда віддалений від лінії забудови на 4 м для кращого огляду високого головного фасаду. Ще більше від лінії забудови відходив фасад фурти (входу до монастиря). Площина цього фасаду збігалася зі східною стіною трансепта. Із заходу територія межувала з Низьким замком, між замком і монастирем проходила вуличка, що нині має назву Театральної.
Храм у плані мав форму латинського хреста. Складався з однакової висоти нави, трансепта та короткого презбітерія, який з тилу завершувався прямою стіною. Інтер'єр головної нави чотирипрясловий і двоярусний. Перший ярус опирається на стовпи з коринфськими пілястрами. З боків до нави примикали по три каплиці, ймовірно поєднані між собою, що утворювало своєрідні низькі бічні нави. Над каплицями знаходились емпори, які одночасно утворювали другий ярус інтер'єру головної нави. Подібна структура є близькою до іншого львівського храму — костелу св. Петра і Павла ордену єзуїтів. Фасад поділявся на два яруси і мав три осі. По центру знаходився плаский ризаліт, перший ярус якого був фланкований двома парами тосканських колон на високих п'єдесталах. Кожна з бокових осей обрамована у свою чергу пілястрами того ж ордеру. Перший і другий ярус відділяла широка смуга карнизу. Пілястрами був почленований другий ярус фасаду і вежі, що знаходились на бокових осях. Центральна частина фасаду увінчана трикутним фронтоном з малим круглим вікном.
Монастирські корпуси триповерхові, примикали до храму із заходу та півдня, утворювали два різних за розміром внутрішні подвір'я.
Позиції дослідників щодо форм перебудованого в подальшому храму в дечому розходяться. Так дослідник архітектури Львова Ян Кароль Зубжицький у праці Zabytki Miasta Lwowa подає план і переріз костелу з півциркульною абсидою, хоч збережена іконографія виразно вказує на пряму стіну замість абсиди. Недокінця з'ясованим є питання наявності купола над середохрестям. Зубжицький, а за ним і Єжи Ковальчик говорять про купол на барабані. Іконографією ж це не підтверджується. Можливо однак невисокий псевдокупол усе ж існував, але нічим не видавав себе зовні, оскільки був схований під високим дахом.

У центрі Львова знайшли підземелля із людськими рештками (фото) 17:05, 27 жовтня 2019 НАУКА ТА IT 3661 0 Попередньо встановлено, що знахідка може бути криптою костелу Пресвятої Трійці при монастирі тринітаріїв, який існував тут з 1703 року до 1848 року. Всередині приміщення були знайдені рештки кісток / фото: Гал-інфо У центрі Львова, на вулиці Корнякта у п'ятницю, 25 жовтня, під час проведення археологічних робіт було виявлено давнє склепіння та рештки мурованої затинькованої стіни. Читайте також У Запоріжжі виявили залишки старовинної фортеці XVIII століття Про це повідомляє Гал-інфо. За словами вченого НДЦ «Рятівна археологічна служба» Миколи Шніцара, дослідникам вдалось виявити елементи кахлю та частинки керамічного посуду. Серед супровідного матеріалу були монети різного періоду. Попередньо встановлено, що знахідка може бути криптою костелу Пресвятої Трійці при монастирі тринітаріїв, який існував тут з 1703 року до 1848 року. Всередині приміщення були знайдені рештки кісток, зокрема, частина людської черепної коробки, що свідчить на користь цієї версії. Наразі їх передали антропологам для отримання більш детальної інформації. Фото: Гал-інфо Фото: Гал-інфо Фото: Гал-інфо Фото: Детальніше читайте на УНІАН: https://www.unian.ua/science/10733208-u-centri-lvova-znayshli-pidzemellya-iz-lyudskimi-reshtkami-foto.html

## Автор проекту
Прямих свідчень про авторство храму і монастиря немає. Аналізуючи стиль, польський дослідник Єжи Ковальчик вбачав у ньому впливи варшавської архітектури межі XVII–XVIII століть, яка у свою чергу черпала форми у виразно класицистично спрямованому мистецтві римського бароко. Він припускав, що проектантом міг бути хтось із родини Белотті. У свою чергу наприклад Томаш Белотті творив під впливом Тильмана ван Ґамерена, безпосереднє авторство якого не виключає Мирослава Собчинська-Щепанська, дослідниця історії тринітаріїв на території Польщі. Можливим автором на її думку міг бути і один з підлеглих Гамерена, наприклад Якуб Соларі. Виходячи з часу побудови монастирської фурти та характерних форм, Катажина Бжезіна припускає, що її автором міг бути Бернард Меретин, ім'я якого значиться в реєстрі видатків. Органну емпору в просторі між вежами Єжи Ковальчик також приписує Меретину.